# Ancraofobia
Ancraofobia é o medo de corrente de ar, é sinônimo de anemofobia. Pode incluir o medo de ser ferido ou ter propriedade danificada por ventanias.